# István Szívós jr.
István Szivós jr. (Boedapest, 24 april 1948 – 10 november 2019) was een Hongaars waterpolospeler.
István Szivós jr. nam als waterpoloër viermaal deel aan de Olympische Spelen in 1968, 1972, 1976 en 1980. Hij veroverde een tweemaal een bronzen eenmaal gouden en eenmaal een zilveren medaille.
In de competitie kwam Szivós uit voor Ferencvárosi Torna Club, Orvostudományi Egyetem Sport Club en Orvostudományi Egyetem Sport Club-Medicor.
István Szivós jr. was de zoon van István Szívós sr. die ook voor Hongarije deelnam aan de Olympische Spelen.
András Bodnár · 
Zoltán Dömötör · 
László Felkai · 
János Konrád · 
Ferenc Konrád · 
Mihály Mayer · 
Endre Molnár · 
Dénes Pócsik · 
László Sárosi · 
János Steinmetz · 
István Szívós jr.
Tibor Cservenyák · 
András Bodnár · 
Tamás Faragó · 
István Görgényi · 
Zoltán Kásás · 
Ferenc Konrád · 
István Magas · 
Endre Molnár · 
Dénes Pócsik · 
László Sárosi · 
István Szívós jr. · 
Dezső Gyarmati (Bondscoach)
Gábor Csapó · 
Tibor Cservenyák · 
Tamás Faragó · 
György Gerendás · 
György Horkai · 
György Kenéz · 
Ferenc Konrád · 
Endre Molnár · 
László Sárosi · 
Attila Sudár · 
István Szívós jr. · 
Dezső Gyarmati (Bondscoach)
Gábor Csapó · 
Tamás Faragó · 
György Gerendás · 
Károly Hauszler · 
György Horkai · 
István Kiss · 
László Kuncz · 
Endre Molnár · 
Attila Sudár · 
István Szívós jr. · 
István Udvardi · 
Dezső Gyarmati (Bondscoach)
| Logo van de Olympische Spelen | Goud | Zilver | Brons | Logo van de Olympische Spelen |
|                               | 1    | 1      | 2     |                               |